# 日本燒酒

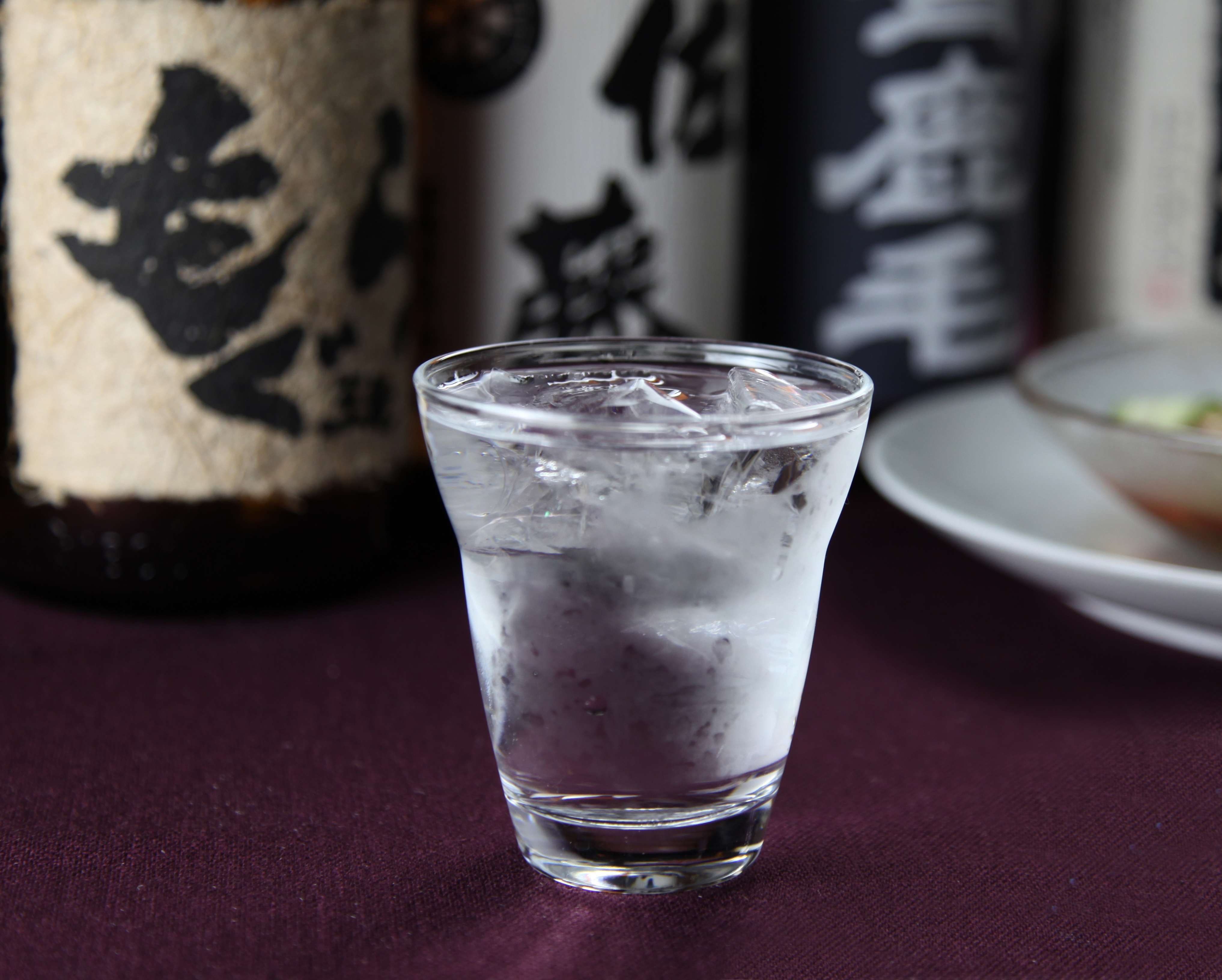
日本燒酎

日本燒酒（日语：焼酎），亦可簡稱為燒酎、日式燒酒，是一種產於日本的傳統蒸餾酒。“烧酎”一词來自古漢語，與燒酒同源。日本本島中，南九州地區是最早製造燒酎的地區，在長崎縣壹岐島與伊豆諸島等地皆有出產。一般來說，燒酎的原料，可以使用大麥、地瓜、蕎麥或稻米來發酵製成。但是也有利用紅糖、栗子、芝麻，甚至於胡蘿蔔等來製造的。日本燒酎的酒精濃度通常為25%，高於清酒或紅酒，但低於標準的威士忌或伏特加。也有一些酒精濃度達35%的燒酎，這種燒酎大多用於料理，或是混合其他飲料作成調酒使用。

## 法律定義
日本酒稅法中，符合以下定義的含酒精飲料，就可以稱為燒酎：
1. 不使用發芽穀類來釀造(與威士忌區隔)
2. 不使用果實(椰棗例外)來釀造(與白蘭地區隔)
3. (除了黑糖燒酎之外)不使用砂糖、糖蜜來釀造(與蘭姆酒區隔)
4. 不使用白樺炭來過濾(與伏特加區隔)
5. 蒸餾出的酒精不得添加其他成分調味(與琴酒區隔)
6. 在進行蒸餾時，不能加入其他用途的添加物
7. 連續式蒸餾的酒類，酒精濃度不能超過36%，單式蒸餾法製成的，酒精濃度必須低於45度

## 歷史
酎，源自中國上古漢語，指經過二次以上製造過程的烈酒。在中國元代時，则出現燒酎這個名詞，燒，則是形容它的口感辛烈。它相當於現代漢語的燒酒，在日本及韓國地區都仍在使用這個名稱來稱呼以他們的傳統蒸餾酒。
日本燒酎的製造技術最早來自於泰國，經琉球群島以泡盛傳入。其歷史還可以往上追溯到中东亚力酒。出版於1534年的《使琉球錄》中，中國使臣陳侃記錄了琉球群島有一種稱為南番酒的蒸餾酒，與中國露酒類似。

## 分類
日本以燒酎的釀製方式，大致分為甲類和乙類。簡單而言，甲類就是經過多種蒸餾後的製成品；乙類則為只進行一次蒸餾的製成品；但在銷售層面來講，則既有純甲類、純乙類；或以不同比例的甲、乙類製成品混調而成的混合酒。